# 聖誕崖
聖誕崖（英語：Christmas Cliffs）是南極洲的山崖，位於埃爾斯沃思地，屬於瓊斯山的一部分，由明尼蘇達大學登山隊繪入地圖，現時由南極條約體系管理。